# Karlheinz Paffen
Karlheinz Paffen (* 18. Juli 1914 in Moers; † 16. Oktober 1983 in Merzhausen) war ein deutscher Geograph.

## Leben
Er studierte Geographie, Biologie und Geologie in Freiburg im Breisgau und Bonn. Nach der Promotion 1940 in Bonn und der Habilitation an der Universität Bonn war er Professor an der Universität Bonn und seit 1967 Professor für Geographie an der Christian-Albrechts-Universität zu Kiel.
Karlheinz Paffen starb am  16. Oktober 1983 im Alter von 69 Jahren in Merzhausen.

## Schriften (Auswahl)
- Die natürliche Landschaft und ihre räumliche Gliederung. Eine methodische Untersuchung am Beispiel der Mittel- und Niederrheinlande. Remagen 1953, OCLC 459976552.
- 50 Jahre Gesellschaft für Erd- und Völkerkunde zu Bonn. 8. November 1910–8. November 1960. Bonn 1960, OCLC 312293291.
- Stellung und Bedeutung der physischen Anthropogeographie. Darmstadt 1969, OCLC 299610995.
- mit Gerhard Kortum: Die Geographie des Meeres. Disziplingeschichtliche Entwicklung seit 1650 und heutiger methodischer Stand. Kiel 1984, ISBN 3-923887-02-7.